# Günter Nimtz

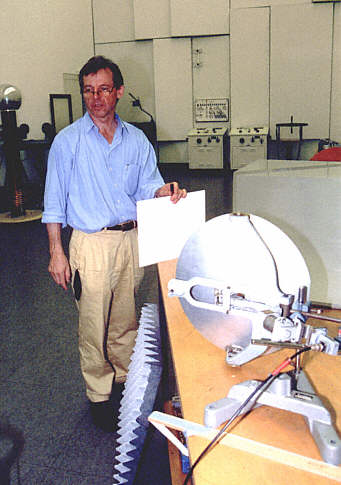
Günter Nimtz im Physiklabor der Kölner Universität (1999)

Günter Nimtz (* 22. September 1936 in Berlin) ist ein deutscher Physiker, der vor allem durch seine Versuche zum superluminalen (überlichtschnellen) Tunneln bekannt geworden ist.

## Leben
Günter Nimtz erwarb zunächst ein Diplom in Elektrotechnik in Mannheim, nach einem Physikstudium an der Ruprecht-Karls-Universität Heidelberg wurde er anschließend an der Universität Wien über heiße Ladungsträger in Tellur promoviert und 1974 an der Universität zu Köln habilitiert. 2001 emeritierte er und zog sich aus dem regulären Lehr- und Forschungsbetrieb des II. Physikalischen Instituts zurück. In den Jahren 1995–2005 hielt er regelmäßig im Frühjahr Vorlesungen über Photonik und Biophysik an der University of Algarve / Faro Portugal. Er lehrte und forschte von 2002 bis 2008 an der Universität Koblenz-Landau. Im Jahr 2004 war er Gastprofessor an den Universitäten von Shanghai und an der Beijing University of Posts and Communications. Seine Forschungsgebiete waren Halbleiter mit kleinem Bandabstand, Flüssigkristalle, gebundenes Wasser, Photonik und der Tunneleffekt. Auch war er an verschiedenen interdisziplinären Untersuchungen zur Wechselwirkung von nicht-ionisierender elektromagnetischer Strahlung mit biologischen Systemen beteiligt. Daneben betrieb er angewandte Forschung mit der Industrie.

## Forschung am Tunneleffekt
Nimtz zweifelte 1992 an den Messergebnissen eines Tunnelexperiments in Florenz. Die italienischen Physiker hatten für die Photonen beim Tunneln eine subluminale Geschwindigkeit (Unterlichtgeschwindigkeit) ermittelt. Zusammen mit seinem Habilitanden Achim Enders maß Nimtz die Tunnelungsgeschwindigkeit mittels Mikrowellen in einem untermaßigen Hohlleiter, in dem eine Ausbreitung klassisch verboten war. Ihr Ergebnis war eine überlichtschnelle Ausbreitungsgeschwindigkeit im Tunnel. Lediglich beim Eintritt in die Engstelle vergeht eine konstante, sehr kleine Zeitspanne. Folgerichtig – und später auch nachgewiesen – hat die Länge des Tunnels keinen Einfluss auf die Tunnelzeit. Die Wellen werden zum großen Teil reflektiert, bzw. bei Betrachtung als Teilchen gelangen weniger Teilchen durch den „Tunnel“.
1994 führte Nimtz, zusammen mit Horst Aichmann und Walter Strasser im Labor von Hewlett-Packard ein Experiment durch, bei dem den Mikrowellen mit Frequenzmodulation die 40. Sinfonie von Mozart aufgeprägt wurde. Diese Musiksignale wurden auf Mikrowellen durch eine Barriere im Hohlleiter übertragen. Dabei stellten sie fest, dass sich die Musik auf der Mikrowelle moduliert 4,7-mal schneller ausbreitete als Licht im Vakuum (siehe Überlichtgeschwindigkeit).

Doppelprisma-Experiment zum Tunneleffekt. Die beiden Prismen können bis zu einem Meter auseinander stehen, bis die Mikrowellen am rechten Prisma nicht mehr zu detektieren sind.

Später führten Nimtz und sein Kollege Alfons Stahlhofen von der Universität Koblenz Messungen der Tunnelgeschwindigkeit an einem Plexiglas-Doppelprisma (siehe Bild rechts) durch. Es wird mit Mikrowellen in einem Einfallswinkel von 45° bestrahlt. Erwartungsgemäß wird der größte Teil der Strahlung reflektiert und tritt auf der angrenzenden Seite des Prismas aus. Ein kleiner Teil der Strahlung tritt als „verhinderte (frustrierte) Totalreflexion“ aus dem Prisma aus, durchtunnelt den Zwischenraum und tritt in das zweite Prisma wieder ein.
Der Effekt ist auch als evaneszenter Mode bekannt: Ein elektromagnetisches Feld kann nicht sofort (instantan) auf die Stärke Null zurückgefahren werden. Tritt nun ein zweites Prisma in dieses evaneszente Feld ein, so breitet sich das Feld normal weiter aus. Bei Betrachtung als Teilchen kann man davon sprechen, dass die Teilchen über den Spalt zwischen den Prismen hinweg getunnelt sind. Günter Nimtz und Alfons Stahlhofen betrachten die Ergebnisse als die bisher einzig nachgewiesene Verletzung der speziellen Relativitätstheorie (SRT) von Albert Einstein. Die beiden Physiker betonen, dass die SRT nicht im Tunnel gilt, der einen „Raum ohne Zeit“ darstelle. Denn die gemessene Tunnelzeit entsteht an der Barrierenfront, während in der Barriere, d. h. im Tunnel, keine Zeit verloren geht – Raum ohne Zeit. Die einfache Kausalität, das heißt die Wirkung folgt nach der Ursache, würde jedoch nach Nimtz nicht verletzt, weil infolge der zeitlichen Ausdehnung eines jeden Signals niemals Information in die Vergangenheit übertragen werden kann. Nach Nimtz und Stahlhofen lässt sich, den Voraussagen Richard P. Feynmans folgend, der Tunneleffekt mit virtuellen Photonen erklären, die sich am Ende der Tunnelbarriere wieder in reelle Photonen zurückverwandeln.

### Kritik
Nach einer Untersuchung des Tunnel-Experiments zeichneten Physiker wie Raymond Chiao (Berkeley) und Aephraim Steinberg (Toronto) ein grundsätzlich anderes Bild als Günter Nimtz. Laut ihrer Analyse wird der hintere Teil eines Pulses stärker gedämpft als der vordere. Durch diese Verformung des Pulses empfängt der Detektor früher ein Maximum, als wenn der Puls auf ganzer Länge gleichmäßig abgeschwächt würde. Wenn man nur das Maximum des Pulses vor und nach der Tunnelstrecke betrachtet, ergibt sich daraus eine Geschwindigkeit, die höher ist als die Ausbreitung der elektromagnetischen Welle. Anders ausgedrückt, die Gruppengeschwindigkeit ist höher als die Signalgeschwindigkeit. Man kann auch sagen, der Detektor sieht lediglich den ersten Teil des auf die Tunnelstrecke geschickten Pulses. Eine überlichtschnelle Informationsübertragung ist auf diese Weise prinzipiell nicht möglich. Eine Verletzung der Kausalität durch Tunneln ist ausgeschlossen. Die in den meisten Lehrbüchern und in Aufsätzen interpretierten superluminalen Signalgeschwindigkeiten beim Tunnelprozess werden mittlerweile entsprechend der Sicht Brillouins und anderer maßgebender Physiker dargestellt.

## Industrieforschung

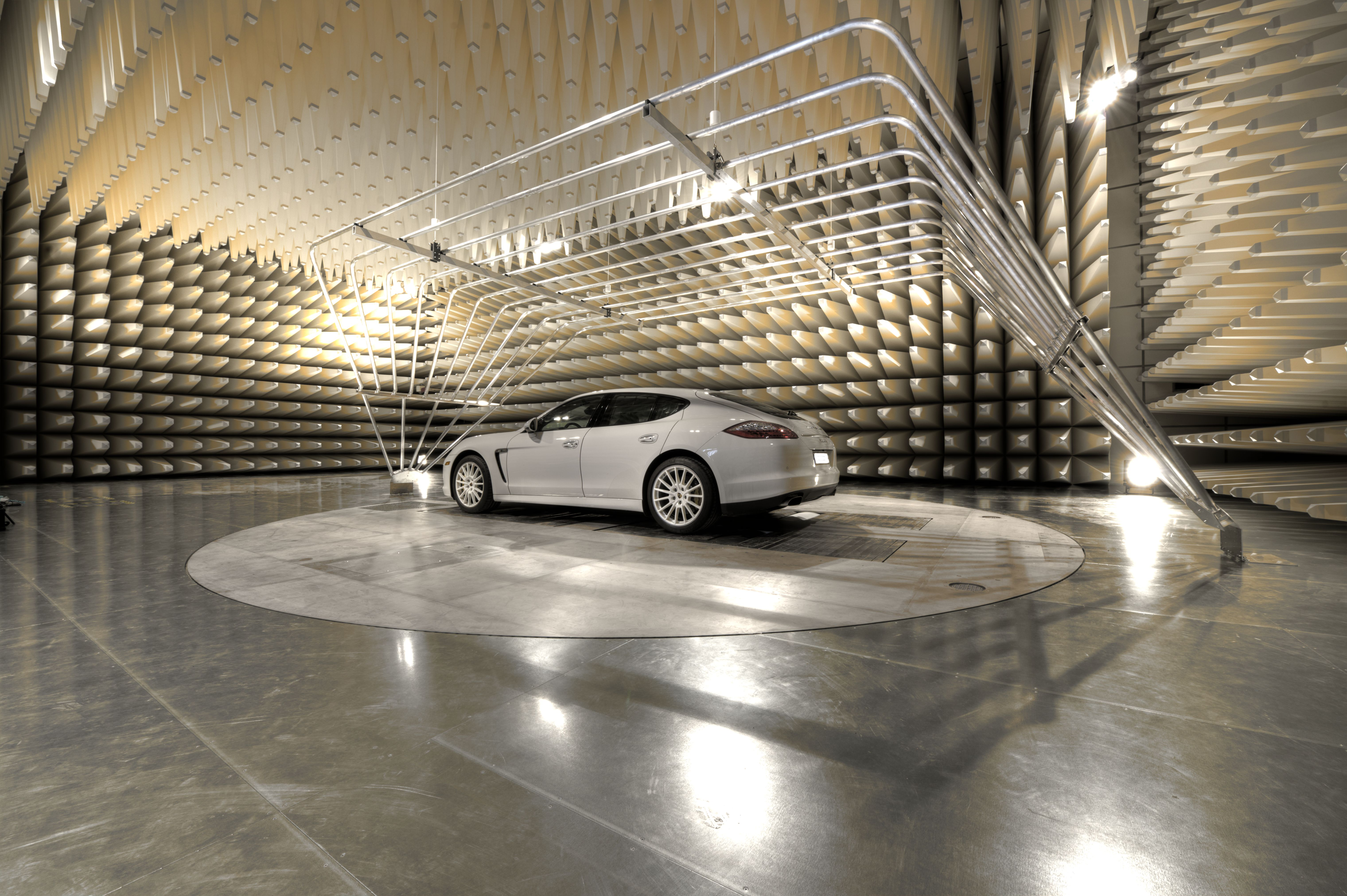
Eine elektromagnetisch reflexionsfreie Halle mit den neuen pyramidenförmigen Nano-Metallfilm-Absorbern an den Wänden. In diesem Falle wird ein Sportwagen einem elektromagnetischen Kompatibilitätstest unterzogen.

Günter Nimtz und Achim Enders patentierten 1993 einen Absorbertyp für elektromagnetische Wellen. Er besteht aus einem sehr dünnen Aluminiumfilm mit etwa 10 nm Dicke, auf pyramidenförmigen Trägern. Der Träger kann aus einem unbrennbaren Material bestehen. Im Vergleich zu Absorbern aus karborniertem Schaumstoff vermindert der patentierte und inzwischen weltweit eingesetzte Absorbertyp damit die Brandgefahr in elektromagnetisch echofreien Messhallen. Das sind Hallen zur Bestimmung der Elektromagnetischen Verträglichkeit (EMV) von Geräten aller Art, auch von Autos und Flugzeugen.